# Stewart Home
Stewart Home, född 1962, är en brittisk fictionförfattare. 

## Nekrokortet

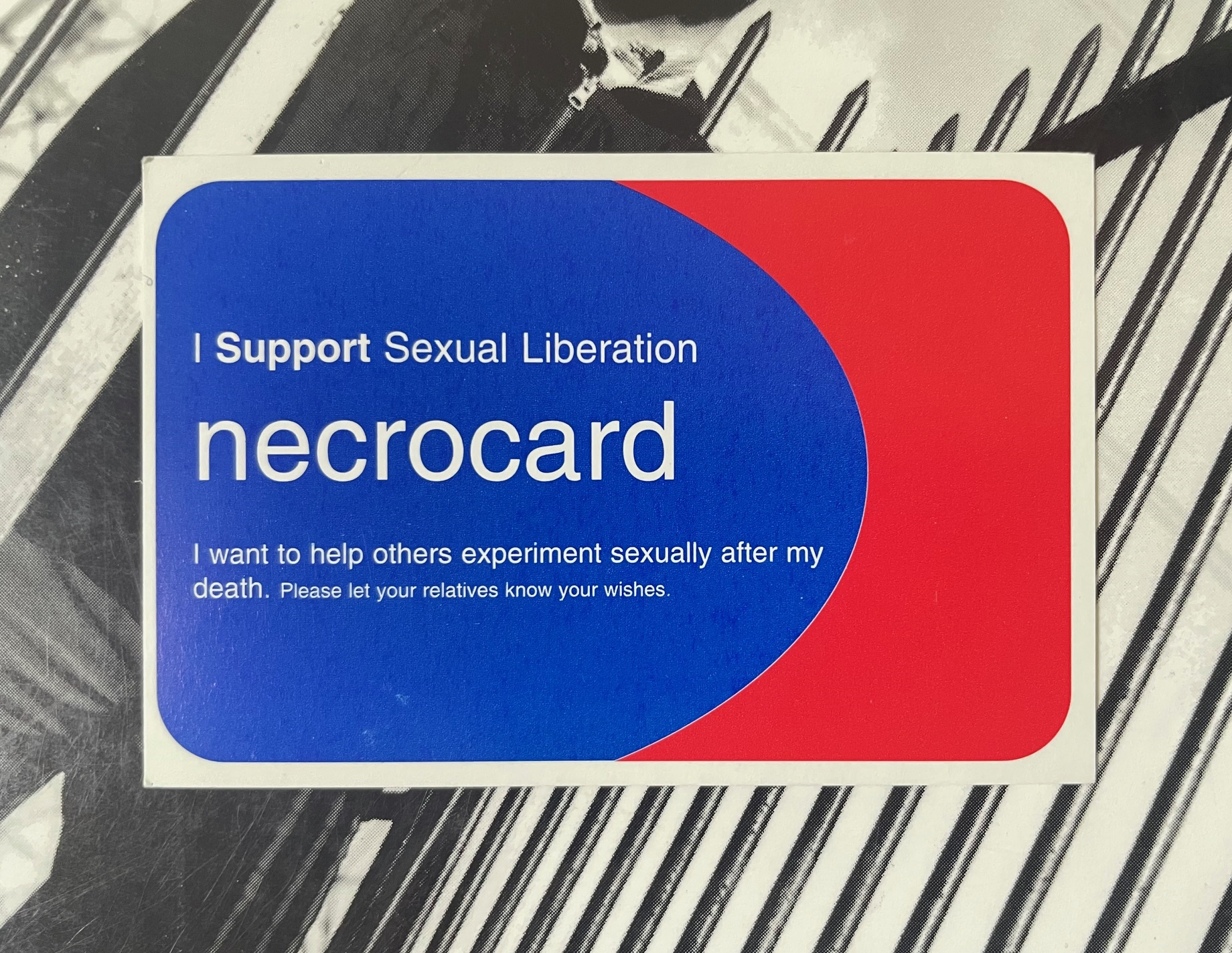
Necrocard

Nekrokortet (en. Necrocard) är ett kort utvecklat av Stewart Home, formellt utfärdat av Neoist Alliance, som man har i plånboken, om man vill tillåta nekrofiler att ha sexuellt umgänge med ens lik, då man avlidit. Korten ser ut som brittiska organdonatorkort och är skapade som ett skämt. På nekrokortet kan man kryssa i om man vill att ens kropp ska användas till homosexuell eller heterosexuell sex (eller all typ av sexuell aktivitet), samt att man inte önskar att ens kropp vanställs under det sexuella umgänget.

### Romaner
- Pure Mania (1989)
- Defiant Pose (1991)
- Red London (1994)
- Slow Death (1996)
- Blow Job (1997)
- Come Before Christ and Murder Love (1997)
- Cunt (1999)
- Whips & Furs: My Life as a bon-vivant, gambler & love rat by Jesus H. Christ (2000)
- 69 Things to Do with a Dead Princess (2002)
- Down and Out in Shoreditch and Hoxton (2004)
- Tainted Love (2005)
- Memphis Underground (2007)